# 4379 Snelling
4379 Snelling este un asteroid din centura principală, descoperit pe 13 august 1988 de Carolyn Shoemaker.